# Gogoșu (Mehedinți)
Gogoșu è un comune della Romania di 4430 abitanti, ubicato nel distretto di Mehedinți, nella regione storica dell'Oltenia. 
Il comune è formato dall'unione di 4 villaggi: Balta Verde, Burila Mică, Gogoșu, Ostrovu Mare.